# Юнацька збірна Ірландії з футболу (U-17)
Юнацька збірна Ірландії з футболу (U-17) — національна футбольна збірна Ірландії, що складається із гравців віком до 17 років. Керівництво командою здійснює Футбольна асоціація Ірландії. До зміни формату юнацьких чемпіонатів Європи у 2001 році функціонувала як збірна до 16 років.
Головним континентальним турніром для команди є Юнацький чемпіонат Європи з футболу (U-17), успішний виступ на якому дозволяє отримати путівку на Чемпіонат світу (U-17). Також може брати участь у товариських і регіональних змаганнях.